# تقاضا
تقاضا (به انگلیسی: Demand) به میل، خواست و توانایی یک فرد، برای دریافت کالا یا خدمات گفته می‌شود. منحنی تقاضا، مکان هندسی مجموعه نقاطی است، که یک فرد برای به دست آوردن کالا یا خدماتی حاضر به پرداخت پول بوده و یک تولیدکننده به ازای هر قیمتی مایل به چه میزان تولید می‌باشد.
تقاضا را چنین تفسیر می‌کنند که عبارتست از کمیتی یا مقداری از کالای خاص که در یک یا گروهی از بازارهای مربوط به یک یا گروهی از قیمت‌های مشخص مورد خریداری قرار می‌گیرد. مقداری از یک کالای اقتصادی که براساس قیمت معین خریداری می‌شود. در این صورت به عنوان تقاضای بازار نامیده می‌شود.
شیب منحنی تقاضا منفی است، یعنی اینکه هر چقدر قیمت افزایش یابد مقدار تقاضا کاهش می‌یابد. عوامل زیادی به جز قیمت بر روی تقاضای افراد مؤثر است که از آن جمله می‌توان به قیمت کالاهای جانشین و مکمل، سلیقه مصرف کنندگان، انتظارات از آینده و میزان درآمد مصرف کنندگان اشاره نمود.
قانون تقاضا به این معنی است که با افزایش قیمت، مقدار تقاضا کاهش یافته و در مقابل با کاهش قیمت، مقدار تقاضا افزایش می‌یابد. به رابطه معکوس قیمت و تقاضا قانون تقاضا می‌گویند.

## گونه‌های تقاضا

### تقاضای مرکب
تقاضای مرکب یا تقاضای نامتجانس؛ کل تقاضا برای یک محصول یا خدمت که از تعداد نامعینی خواست‌های متنوع سرچشمه گرفته باشد به طوری که همه آن‌ها می‌توانند از طریق کالا یا خدمات خاص اقناع شوند. برای مثال تقاضا برای کارگر روزانه ممکن است در مورد کارهای تولیدی کشاورزی یا کارهای ساختمانی با تعداد زیادی از سایر فعالیت‌ها سرچشمه بگیرد.

### تقاضای فرعی
تقاضای اشتقاقی یا تقاضای فرعی؛ این واژه در مورد تقاضایی که از بازار قبلی یعنی بازار خرده‌فروشی اشتقاق یافته باشد به کار برده می‌شود. این واژه جدولی را نشان می‌دهد که از کاهش هزینه‌های بازاریابی که اتفاق افتاده آمده باشد. در اطراف سطح قیمت‌های خرده‌فروشی جدول تقاضای مصرف کننده

### تقاضای مؤثر
تقاضای مؤثر؛ مصرف کننده‌هایی که علاقه مند یا قادرند که بیش از قیمت رایج یا جاری در بازار بپردازند.

### تقاضای با کشش
تقاضای با کشش؛ وقتی که کاهش محتوی در قیمت سبب می‌شود که حجم زیادی کالا خریداری شود. کل هزینه برای کالا افزایش یافته در این صورت گفته می‌شود که این تقاضا توأم با کشش است یا تقاضا با کشش توأم می‌باشد. این شاخص به صورت کشش قیمتی تقاضا نیز گفته می‌شود.

### تقاضای بدون کشش
وقتی تقاضا بدون کشش است که با وجود کاهش زیاد قیمت درآمد کمی از کالاهای فروخته شده به دست آمده در نتیجه کل پول مصرف شده برای کالاها کاهش می‌یابد.

### تقاضای بالقوه
تقاضای فردی مصرف کنندگان، که علاقمند و قادرند که قیمتی برای تقاضای خود بپردازند که کمتر است از قیمتی که در بازار رایج است و کالاها براساس آن فروخته می‌شود.

## انتقال منحنی تقاضا

با جابجا شدن منحنی تقاضا به سمت راست و افزایش تقاضا، قیمت ازp1 به p2 رسیده و مقدار تولید نیز از q1 به q2 افزایش یافته‌است.

در تعریف منحنی تقاضای یک کالا، به جز قیمت سایر عوامل مؤثر بر قیمت ثابت در نظر گرفته شده‌اند. این عوامل شامل :تعداد مصرف‌کنندگان در بازار، سلیقه آنان، درآمد آنان و قیمت کالاهای جانشین و مکمل آنها. در صورتی که یکی از این عوامل تغییر کند منحنی تقاضا جابجا می‌شود. مثلاً اگر سلیقه مصرف‌کنندگان در استفاده بیشتر از این کالا برانگیخته شود یا اگر درآمد پولی آنان افزایش یابد یا اگر قیمت کالاهای مکمل کاهش و کالاهای جانشین افزایش یابد، منحنی به سمت راست و بالا جابجا می‌شود و بلعکس. در این صورت قیمت و مقدار تعادلی آن کالا نیز افزایش می‌یابد.